# Divanimo po slavonski
Divanimo po slavonski, knjiga je hrvatskoga publicista Martina Jakšića, u izdanju "Pergamena" kao 7. knjiga u Biblioteci Croaticum, u Zagrebu, 2003. godine. Knjiga ima 401 stranicu i ISBN 953-6576-13-9.

## O knjizi
Knjiga Divanimo po slavonski rječnik je slavonskoga govora s područja zapadne Slavonije, Vukovarsko-srijemske i Osječko-baranjske županije, a nastala je kao plod dugogodišnjeg autorova sjećanja, bilježenja i istraživanja. Govoreći o knjizi autor je naglasio da mu je važno da se jezik Slavonaca, Baranjaca i Srijemaca što točnije popiše jer je sve manje izvornih govornika.

## Sadržaj knjige
- Vanja Radauš: Ova je zemlja Hrvatska (5)
- Proslov autora: Pomozimo da slavonski divan traje! (7)
- I Dio - Riječi (11)
  - Rječnik (13)
  - Neobična značenja riječi (323)
  - Usporednice (325)
  - Istoznačnice (326)
  - Istopisnice (327)
  - Naša imena (332)
  - Mjestopisi (335)
  - Blagdani (337)
- II Dio - Rečenice (339)
  - Fraze... (340)
  - ...i frazemi (346)
  - Uobičajeni izričaji (347)
  - Vesela je Šokadija (370)
  - Redovita kulturna događanja u županijama (373)
- III Dio - Prilozi (375)
  - Izvori i literatura (394)
  - Zemljovidna karta Đakovačke biskupije (398)
  - Zemljovidna karta Osječko-baranjske i Vukovarsko-srijemske županije (399)
- Bilješka o piscu (sa slikom 400)
- Sadržaj (401)[2]